# Liste der Geotope im Landkreis Osnabrück
Die Liste der Geotope im Landkreis Osnabrück nennt die Geotope im Landkreis Osnabrück in Niedersachsen. Einige dieser Geotope stehen zugleich als Naturdenkmal (ND), Landschaftsschutzgebiet (LSG), Naturschutzgebiet (NSG) oder Teil von diesen unter Schutz.
| Geotop-Nr. | Bezeichnung                                            | Ort                                                                               | Bemerkung | Koordinaten                     | Bild                            |
| ---------- | ------------------------------------------------------ | --------------------------------------------------------------------------------- | --- | ------------------------------- | ------------------------------- |
| 3412/01    | Aufschluss, Dalumer Fossilienfundstelle                | 4 km NE Fürstenau, 1 km SSW Dalum an Straße nach Bippen                           | Geotoptyp: Fossilvorkommen. Länge 100 m, Höhe 4 m. Stratigraphie: Tertiär bis Quartär-Pleistozän. Naturdenkmal ND OS 105. | 52° 32′ 30,3″ N, 7° 43′ 15,3″ O |                                 |
| 3412/03    | Findling "Opferstein Dalumer Brotschapp"               | 3,2 km S Bippen, Staatsforst Maiburg, Jg. 146                                     | Geotoptyp: Findling. Länge 3,4 m, Breite 1,4 m, Höhe 1,6 m. Stratigraphie: Quartär-Pleistozän, Saale-Kaltzeit. Petrographie: Granit, rötlich, mittelkörnig, runde Kanten, windpoliert. Naturdenkmal ND OS 15. | 52° 33′ 5,4″ N, 7° 44′ 53,3″ O  | „Opferstein Dalumer Brotschapp“ |
| 3412/04    | Findling "Näpfchenstein"                               | 2,5 km ESE Bippen                                                                 | Geotoptyp: Findling. Länge 1,7 m, Breite 1,1 m, Höhe 1 m. Stratigraphie: Quartär-Pleistozän, Saale-Kaltzeit. Petrographie: Granit mit Gneislagen, z. T. grobkörnig. Naturdenkmal ND OS 24. | 52° 34′ 27,5″ N, 7° 46′ 30,9″ O | Näpfchenstein                   |
| 3412/05    | Findling "Teufelsstein"                                | 3 km SSE Bippen, am Hofdienerweg                                                  | Geotoptyp: Findling. Länge 2,5 m, Breite 2,7 m, Höhe 1,2 m. Stratigraphie: Quartär-Pleistozän, Saale-Kaltzeit. Petrographie: Granit, hellrötlich, runde Kanten, im Ganzen eckige Form, mittelkörnig. | 52° 33′ 28,8″ N, 7° 45′ 46,8″ O |                                 |
| 3413/01    | Aufschlusswand in Tongrube                             | 2,5 km WSW Ankum, S Ziegelei in Aslage                                            | Geotoptyp: Aufschlusswand. Länge 120 m, Höhe 6 m. Stratigraphie: Tertiär-Oligozän bis Quartär-Pleistozän. Petrographie: Verschuppung von Septarienton des Oligozän mit elsterzeitlichen Sanden. Im Landschaftsschutzgebiet LSG OS 1.                                                                                                  | 52° 31′ 51,6″ N, 7° 50′ 2,4″ O  |                                 |
| 3413/02    | Findling "Speckbuckstein"                              | 2,5 km NNE Ankum, direkt N Staatsforst Kunkheide                                  | Geotoptyp: Findling. Länge 1,3 m, Breite 0,8 m, Höhe 0,7 m. Stratigraphie: Quartär-Pleistozän, Saale-Kaltzeit. Petrographie: Granit, feinkörnig, rötlich, runde Kanten; daneben 1 Gneis, Durchmesser max = 0,9 m. Naturdenkmal ND OS 22.                                                                                              | 52° 33′ 56,5″ N, 7° 53′ 6,2″ O  |                                 |
| 3513/01    | Gehen zwischen Hesepe und Ueffeln                      | 3,5 km W Hesepe an Straße nach Ueffeln                                            | Geotoptyp: Lagerungsverhältnisse. Länge 100 m, Breite 10 m, Höhe 12 m. Stratigraphie: Jura, Unterer Malm, Oxford. Petrographie: Quarzsandsteine bis Quarzite. Im Landschaftsschutzgebiet LSG OS 1. | 52° 26′ 38,4″ N, 7° 54′ 39,6″ O |                                 |
| 3513/02    | Findling, genannt "Matthiesings Opferstein"            | Ueffeln, S-Friedhof                                                               | Geotoptyp: Findling. Länge 2,8 m, Breite 2,8 m, Höhe 1,3 m. Stratigraphie: Quartär – Pleistozän, Saale-Vereisung. Petrographie: Granit mit Gneispartien, runde Kanten, mittelkörnig, grau. Naturdenkmal ND OS 14. | 52° 27′ 7,3″ N, 7° 52′ 37″ O    | „Mathiesings Opferstein“        |
| 3514/01    | Honigmoor                                              | unmittelbar nordöstlich des Sportplatzes Epe                                      | Geotoptypen: Flachmoor, Zwischenmoor. Länge 100 m, Breite 10 m, Höhe 12 m. Stratigraphie: Quartär-Holozän. Naturdenkmal ND OS 100. | 52° 26′ 0,4″ N, 8° 0′ 18,5″ O   |                                 |
| 3613/01    | Straßeneinschnitt, E-Seite                             | 1,2 km ESE Pente an B 68, östl. Seite                                             | Geotoptyp: Richtprofil. Länge 60 m, Höhe 6 m. Größe: 400 m². Stratigraphie: Jura, Übergang Oxford/Kimmeridge; Malm. Im Landschaftsschutzgebiet LSG OS 1. | 52° 22′ 58,8″ N, 7° 59′ 31,2″ O |                                 |
| 3613/03    | Findlinge, genannt "Hollager Steine"                   | WSW von Wallenhorst, Richtung Hollage, kurz hinter dem Ortsausgang, rechte Seite. | Geotoptyp: Findling. 2 Steine: Länge 2,5 m, Breite 2,3 m, Höhe 1,9 m. Stratigraphie: Quartär-Pleistozän, Saale-Kaltzeit. Petrographie: a) liegt mehr zur Straße, Granit, runde Kanten, bunt, viel Biotit; b) Granit, z. T. runde Kanten, oben Grat. Naturdenkmal ND OS 53.                                                            | 52° 20′ 25,4″ N, 7° 59′ 32,6″ O | „Hollager Steine“               |
| 3614/01    | Steinbruch                                             | ca. 2,5 km OSO Rulle                                                              | Geotoptyp: Gesteine. Breite 25 m, Höhe 7 m. Größe: 400 m². Stratigraphie: Trias-Buntsandstein. Petrographie: Roter Buntsandstein mit relativ vielen Spalten und Klüften, auf Klüften befindet sich Eisenglanz. | 52° 19′ 40,8″ N, 8° 5′ 27,6″ O  | Roter Buntsandsteinbruch        |
| 3614/05    | Teil eines Steinbruches (Westwand und Teil der S-Wand) | 3,5 km ENE Kl. Icker                                                              | Geotoptypen: Gesteine, Richtprofil. Breite 40 m, Höhe 8 m. Stratigraphie: Jura, Oberlias (Schwarze Kreide). Naturdenkmal. | 52° 20′ 56,4″ N, 8° 9′ 39,6″ O  |                                 |
| 3614/06    | Steinernes Meer                                        | auf dem Gattberg in der Gemarkung Behrte                                          | Geotoptyp: Findling. Ca. 1000 Findlinge, Durchmesser 0,5–1,5 m; Fläche 12,7 ha. Naturschutzgebiet NSG WE 005 "Steinernes Meer". | 52° 19′ 39,7″ N, 8° 7′ 51,5″ O  | weitere Bilder                  |
| 3614/07    | Bachtal mit Findlingen                                 | in Aue 1,5 km ENE Kl. Icker                                                       | Geotoptyp: Findling. Mäandrierender Bach. Im Bachbett und in der Aue zahlreiche nordische Findlinge, viele mit Durchmesser max. >1 m, 6 mit Durchm. max. >2 m. Stellenweise Aue übersät mit Findlingen. Stratigraphie: Quartär-Pleistozän bis Quartär-Holozän. Petrographie: Granite und Gneise. Im Landschaftsschutzgebiet LSG OS 1. | 52° 20′ 45,6″ N, 8° 8′ 20,4″ O  |                                 |
| 3614/09    | aufgelassener Steinbruch N-Wand                        | Bramsche                                                                          | Geotoptypen: Gesteine, Richtprofil. Länge 400 m, Breite 50 m, Höhe 10 m. Stratigraphie: Jura, Malm, Mittl. Kimmeridge. Petrographie: N-Wand: etwa 4 m dickbankige Kalkstein im frischen Zustand, dunkelgrau, enthalten muschelförmige Schalen, Bänke bis 1 m mächtig. Naturdenkmal ND OS 172.                                         | 52° 23′ 19,3″ N, 8° 5′ 37,7″ O  | aufgelassener Steinbruch N-Wand |
| 3614/10    | Kleiner See "Icker Loch"                               | 1,5 km SW, Kl. Icker                                                              | Geotoptypen: See, Erdfall. Durchmesser 15 m. Vermutlich Erdfallsee. Stratigraphie: Quartär-Holozän. Petrographie: vermutlich Erdfallsee. Naturdenkmal ND OS 79. | 52° 19′ 39,7″ N, 8° 7′ 51,5″ O  | Icker Loch Belm                 |
| 3614/15    | Findling, genannt "Süntelstein"                        | 3,2 km NE Kl.Icker                                                                | Geotoptyp: Findling. Länge 2,5 m, Breite 1 m, Höhe 3,6 m. Form nach oben keilförmig zulaufend. Stratigraphie: Quartär-Pleistozän, Saale-Vereisung. Petrographie: Granit, grob- mittelkörnig, runde Kanten. Naturdenkmal ND OS 54. | 52° 21′ 26,8″ N, 8° 8′ 54,9″ O  | Süntelstein                     |
| 3614/16    | Findling "Butterstein"                                 | 2 km N Belm                                                                       | Geotoptyp: Findling. Länge 2,7 m, Breite 2,7 m, Höhe 1,5 m. Stratigraphie: Quartär-Pleistozän, Saale-Vereisung. Petrographie: Granit, mittelkörnig, rötlich, mit gerundeten Kanten. Naturdenkmal ND OS 55 im Naturschutzgebiet NSG WE 005 "Steinernes Meer".                                                                          | 52° 19′ 30,2″ N, 8° 7′ 56,3″ O  | Findling Butterstein            |
| 3614/17    | Findling, genannt "Teufelsstein"                       | 2 km ENE Belm                                                                     | Geotoptyp: Findling. Länge 2,7 m, Breite 1,7 m, Höhe 0,9 m. Stratigraphie: Quartär-Pleistozän, Saale-Vereisung. Petrographie: Granit, grobkörnig, biotitreich, gerundete Kanten, 1 Scheibe abgesprungen. Naturdenkmal ND OS 57. | 52° 18′ 38,7″ N, 8° 9′ 34,9″ O  |                                 |
| 3614/18    | Steingrab, genannt "Helmichsteine"                     | 600 m SE Rulle                                                                    | Geotoptyp: Findling. Länge 2,2 m, Breite 1,4 m, Höhe 0,9 m. Stratigraphie: Quartär-Pleistozän, Saale-Vereisung. Petrographie: über 20 weitere große und kleine Findlinge, Gneise und Granite, liegen angeordnet wie bei Steingrab. | 52° 19′ 54,4″ N, 8° 4′ 14,6″ O  | weitere Bilder                  |
| 3615/05    | großes Steingrab gen. "Schlopsteine" (Slopsteine)      | 4 km SSW Ostercappeln, Forst Halterdaren                                          | Geotoptyp: Findling. Länge 4,3 m, Breite 2,2 m, Höhe 0,9 m. Stratigraphie: Quartär-Pleistozän, Saale-Vereisung. Petrographie: Granite, z. T. rötliche Farbe, meist plattige Form. | 52° 18′ 45″ N, 8° 12′ 4″ O      | weitere Bilder                  |
| 3615/09    | Findlinge in Sandgrube Driehausen                      | WNW Ostercappeln                                                                  | Geotoptyp: Findling. Durchmesser max. => 2 m. Stratigraphie: Quartär-Pleistozän, Saale-Kaltzeit. Petrographie: Findlinge stammen aus Geschiebelehm, etwa 10 wurden mit Durchmesser max. > 2 m beobachtet. Granite, Gneise und (?) 1 Sandstein.                                                                                        | 52° 22′ 4,8″ N, 8° 10′ 44,4″ O  |                                 |
| 3713/01    | Auflässiger Steinbruch                                 | 1,5 km S Hasbergen, Teil der Ostwand des Steinbruches.                            | Geotoptyp: Richtprofil. Länge 10 m, Breite 10 m. Stratigraphie: Oberkarbon bis Perm-Zechstein. Petrographie: vom Hangenden zum Liegenden mehrere Meter, dolomitische Kalksteine, 40 cm Kupferschiefer, 20 cm Karbonatgestein, Zechstein, Transgression, 10 m konglomeratische Sandsteine des Oberkarbon. Naturdenkmal ND-OS 176.      | 52° 13′ 23,5″ N, 7° 57′ 45″ O   |                                 |
| 3713/03    | Ziegeleigrube                                          | 3 km S Hasbergen, SW-Fuß Heid Berg.                                               | Geotoptyp: Richtprofil. Länge 200 m, Breite 20 m, Höhe 8 m. Stratigraphie: Unterkreide, Trias-Buntsandstein bis Quartär. Petrographie: Buntsandstein (unten), Unterkreide (Mitte), Fließerde (Quartär). Naturdenkmal ND-OS 48. | 52° 13′ 28,2″ N, 7° 57′ 50,8″ O |                                 |
| 3714/03    | Quelltopf der "Grünen Quelle"                          | 1,75 km S Gut Stockum, ca. 1 km NW Bissendorf                                     | Geotoptyp: Quelle. Quelle mit Teich, Wasser tritt am Unterhang aus. Länge 25 m, Breite 25 m. Stratigraphie: Quartär-Holozän. Naturdenkmal ND-OS 103. | 52° 14′ 30,2″ N, 8° 9′ 42,2″ O  |                                 |
| 3715/01    | Erdfall                                                | 1,3 km W Dratum                                                                   | Geotoptyp: Erdfall. Prägnante Hohlform in kleiner Kuppe. Fast kreisrund, Durchmesser ca. 50 m. Stratigraphie: Trias-Oberer Muschelkalk bis Quartär-Holozän. Im Landschaftsschutzgebiet LSG-OS 1. | 52° 12′ 32,4″ N, 8° 13′ 4,8″ O  | weitere Bilder                  |
| 3715/04    | Kerbtal-Muldental                                      | 1,2–2 km S Holte                                                                  | Geotoptyp: Kerbtal. Talverlauf bis Talschluss, tief eingeschnitten, von Bach durchflossen, Kerbtal im Oberlauf in Muldental übergehend. Stratigraphie: Quartär-Pleistozän bis Quartär-Holozän. Im Landschaftsschutzgebiet LSG-OS 1.                                                                                                   | 53° 6′ 32,4″ N, 8° 10′ 12″ O    |                                 |
| 3715/05    | Findling "Opferstein"                                  | 4 km ENE Schledehausen, Forst Königstannen                                        | Geotoptyp: Findling. Annähernd dreieckige Grundform. Länge 4 m, Breite 3,5 m, Höhe 1,4 m. Stratigraphie: Quartär-Pleistozän, Saale-Kaltzeit. Petrographie: Granit, runde Kanten, mittelkörnig, grau, viel Biotit. Naturdenkmal ND OS 58.                                                                                              | 52° 17′ 36,6″ N, 8° 18′ 0,7″ O  |                                 |
| 3716/01    | aufgelassener Steinbruch, Saurierfährte                | ca. 1 km SW Barkhausen                                                            | Geotoptyp: Orte geowissenschaftlicher Erkenntnis. Länge 20 m, Breite 40 m. Stratigraphie: Jura, Malm. Petrographie: steilgestellte Sandsteinschicht mit Dinosaurier-Fährten. Naturdenkmal ND OS 203. | 52° 16′ 41,5″ N, 8° 24′ 48,6″ O | weitere Bilder                  |
| 3716/03    | Ostwand des ehemaligen Steinbruchs Barkhausen          | Barkhausen. Ca. 1 km südlich Buer, ca. 500 m westlich der L 83.                   | Geotoptyp: Richtprofil. Länge 200 m, Breite 50 m, Höhe 10 m. Stratigraphie: Trias-Keuper, Mittlerer Keuper, Schilfsandstein. Petrographie: dickbankiger bis plattiger, grün-brauner, eisenschüssiger, fein- bis mittelkörniger, fester Sandstein. Naturdenkmal ND OS 170.                                                             | 52° 13′ 54,5″ N, 8° 23′ 36,2″ O |                                 |
| 3813/02    | Sandsteinklippe, genannt "Heidenopferstein"            | 1 km SW Hagen am Teutoburger Wald                                                 | Geotoptyp: Richtprofil. Stratigraphie: Quartär-Holozän. Naturdenkmal ND-OS 49. | 52° 11′ 13,6″ N, 7° 57′ 52,6″ O |                                 |
| 3813/03    | Sandsteinklippen, genannt "Grafentafel"                | 2,5 km SW Hagen am Teutoburger Wald                                               | Geotoptyp: Richtprofil. Länge 10 m, Breite 10 m, Höhe 5 m. Stratigraphie: Unterkreide, Osning-Sandstein. Petrographie: Sandsteinklippe Naturdenkmal ND-OS 50. | 52° 10′ 37,2″ N, 7° 57′ 2,2″ O  | Grafentafel                     |
| 3814/01    | Westwand des ehemaligen Steinbruches Anneliese         | 2,5 km W Bad Rothenfelde, E-Wand des Steinbruches                                 | Geotoptyp: Richtprofil. Länge 100 m, Breite 50 m, Höhe 20 m. Stratigraphie: Oberkreide, Oberes Mittelturon. Petrographie: fast horizontal liegende Wechselfolge mit feinkristallinen Kalksteinen und Mergeln. Naturdenkmal ND-OS 166.                                                                                                 | 52° 6′ 27″ N, 8° 7′ 38,6″ O     |                                 |
| 3814/02    | Steinbruch                                             | 2 km NNE Hilter                                                                   | Geotoptyp: Gesteine. Länge 100 m, Höhe 25 m. Stratigraphie: Oberkreide, Turon. Petrographie: Kalksteine, schwach nach E einfallend. | 52° 9′ 10,8″ N, 8° 9′ 28,8″ O   |                                 |
| 3814/04    | Steinbruch                                             | 2,5 km NNW Hilter                                                                 | Geotoptyp: Richtprofil. Länge 30 m, Höhe 8 m. Stratigraphie: Kreide, Ober-Cenoman. Petrographie: überkippte, tektonisch stark beanspruchte Kalke. | 52° 9′ 39,6″ N, 8° 8′ 6″ O      |                                 |
| 3814/05    | Sandgrube                                              | in Oesede                                                                         | Geotoptyp: Mineralvorkommen. Länge 300 m, Höhe 12 m. Stratigraphie: Tertiär. Petrographie: braungelber Sand und Schluff mit Braunkohle-Einschaltungen. | 52° 11′ 45,6″ N, 8° 4′ 15,6″ O  |                                 |
| 3815/01    | Bergkuppe Steinbrink                                   | 4 km NE Dissen am Teutoburger Wald, ca. 2,5 km NE Aschen                          | Geotoptyp: Typlokalität. Größe: 50 000 m². Stratigraphie: Unterkreide/Oberkreide, Osning-Überschiebung. Petrographie: Osning-Sandstein lagert wegen Oberschiebung auf Schichten des Turons (Oberkreide). | 52° 7′ 40,8″ N, 8° 15′ 10,8″ O  |                                 |
| 3815/02    | Steinbruch, aufgelassen                                | 3 km NNW Borgholzhausen, Nähe Landesgrenze                                        | Geotoptyp: Richtprofil. Länge 100 m, Breite 50 m, Höhe 20 m. Stratigraphie: Trias-Muschelkalk. Kalksteinbruch, bankig-dickbankig, schwach klüftig fällt nach NE ein, in Oberflächennähe plattig verwittert. Im Landschaftsschutzgebiet LSG OS 1.                                                                                      | 52° 7′ 48″ N, 8° 17′ 20,4″ O    |                                 |
| 3815/05    | Blauer See                                             | 3,7 km NNE Dissen am Teutoburger Wald                                             | Geotoptyp: See. Länge 80 m, Breite 30 m. Stratigraphie: Quartär-Holozän. Hohlform im Bachverlauf, blaugrünes Wasser, ehem. Steinbruch. Naturdenkmal ND OS 74. | 52° 8′ 13,5″ N, 8° 14′ 24,4″ O  |                                 |
| 3815/06    | Quelle, genannt "Schwarze Welle"                       | 4,5 km NE Dissen am Teutoburger Wald                                              | Geotoptyp: Quelle. Stratigraphie: Quartär-Holozän. Naturdenkmal ND OS 75. | 52° 8′ 15,4″ N, 8° 15′ 7,9″ O   |                                 |
| 3815/14    | Hasequelle                                             | 250 m westlich der K 225, rund 2,6 km südlich von Wellingholzhausen               | Geotoptyp: Quelle. Naturdenkmal ND OS 129. | 52° 7′ 56″ N, 8° 15′ 52,6″ O    | Hasequelle                      |
| 3913/01    | Findlinge "David+Goliath"                              | an der B 475, Averfehrden                                                         | Geotoptyp: Findling. Der kleine Block ist aus dem großen an vorgezeichneten Kluftflächen hervorgebrochen. Gewicht: David: 4–5 t, Goliath: 63 t. Stratigraphie: Quartär. Petrographie: Filipstad-Granit (Mittelschweden). Naturdenkmal ND OS 143.                                                                                      | 52° 5′ 30,5″ N, 7° 58′ 7,7″ O   | Findlinge "David&Goliath"       |